# 察院胡同
39°54′23″N 116°21′57″E / 39.9063989°N 116.3659128°E
察院胡同是位于北京市西城区的一条胡同。现已改为道路。

## 简介
原察院胡同为东西走向，东起佟麟阁路，与西单手帕胡同相接，西到闹市口中街，与保安胡同相接，全长381米，平均宽4米，沥青路面。
明朝称“手帕西胡同”，因为在手帕胡同以西，故得名。属阜财坊。清朝改名“察院胡同”，一说是因明朝巡关察院在此而得名，另一说是因为明朝都察院在此而得名，为镶蓝旗地界。两侧多为平房住宅。北侧门牌1-45号，南侧门牌2-58号。东端通公共汽车，旧有高粱河南支水系白莲潭下游水道大明濠经过。
2000年代至2010年代初，为兴建凯晨世贸中心、国家开发银行总行，察院胡同被拆除。此后，凯晨世贸中心和国家开发银行总行之间的南北向道路被命名为察院胡同，北到复兴门内大街，南到文昌胡同。该道路的北段是在过去佟麟阁路最西段的南北向部分以及察院胡同通往佟麟阁路该段的支巷的基础上兴建。

## 文化
- 1923年在察院胡同45号成立政治学术团体己酉学会[6]。
- 1930年代，作家张我军住在察院胡同47号，并在此创办《新野》杂志[7]。
- 1930年代，日本人河合信英在察院胡同12号创建日本曹洞宗两大本山北京别院，现已不存[8]。
- 察院胡同23号（诗人叶嘉莹祖宅[9]）、25号、30号、38号为北京文物局确定的受保护四合院，已于2003年相继拆除[10]。

## 同名胡同
- 北京市密云县原有卫生胡同，旧名察院胡同
- 辽宁省锦州市有察院胡同
- 河北省保定市安新县有察院胡同